# Cementerio judío de Copenhague
El Cementerio judío de Copenhague o simplemente el Cementerio judío (en danés:jødiske kirkegård) en Nørrebro antes fue el principal cementerio judío en Copenhague, la capital del país europeo de Dinamarca. Tiene una superficie de 13.500 metros cuadrados y contiene unas 5.500 tumbas.
La congregación judía en Copenhague compró un sitio de 900 metros cuadrados fuera de la ciudad para su uso como lugar de entierros. El entierro más antiguo en el cementerio data de 1694. Otras adquisiciones de tierra habían llevado al cementerio hasta su tamaño actual para 1854, pero fue aprobada que quedara fuera de uso cuando un nuevo cementerio judío abrió sus puertas en el marco del nuevo cementerio de Vestre.